# Camisa hawaiana

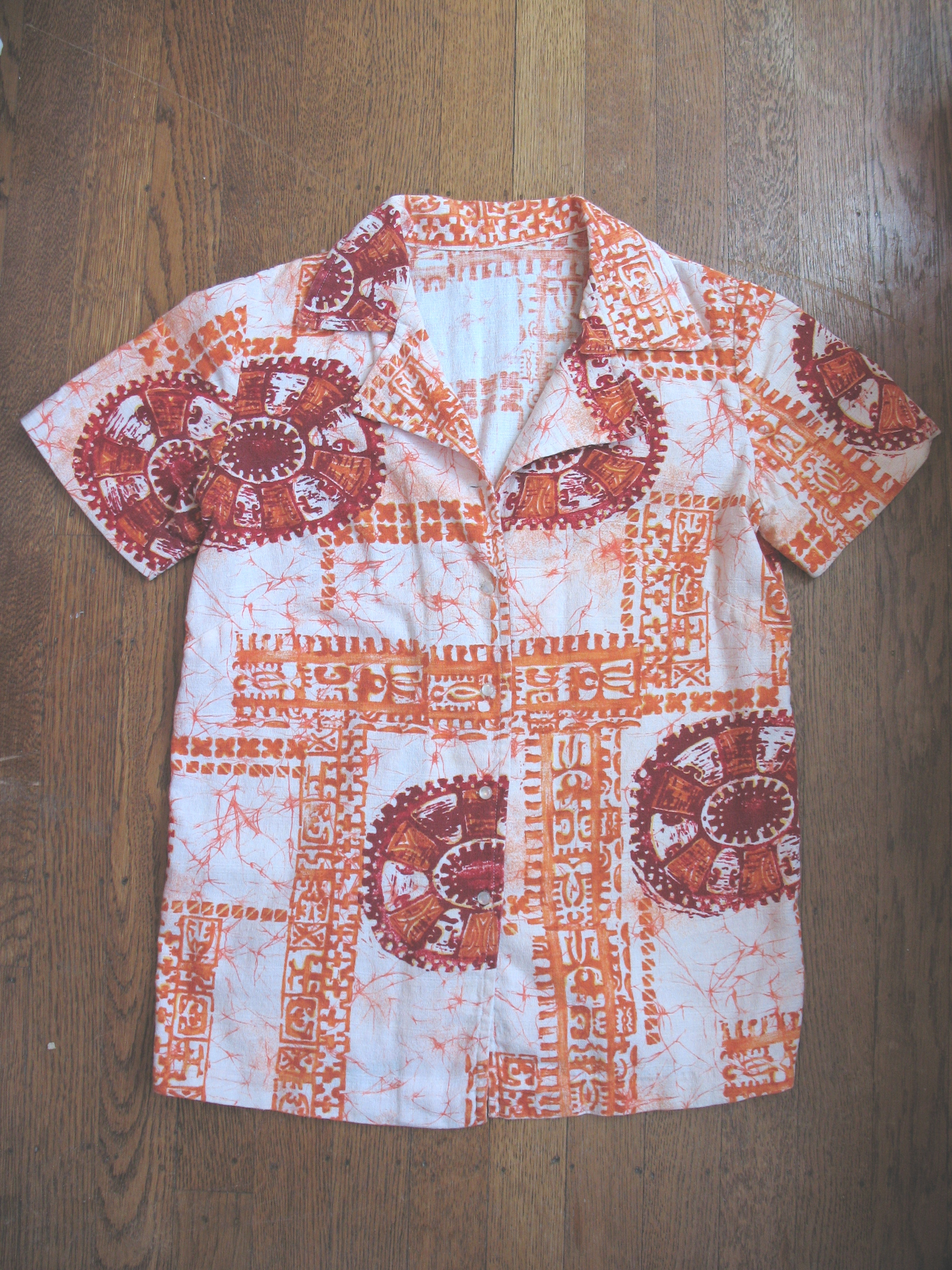
Una camisa vintage aloha, hacia 1960.

La camisa Aloha, comúnmente conocida como camisa hawaiana, es un estilo de camisa de vestir originaria de Hawái. Es actualmente la principal exportación textil de la industria manufacturera de las islas.  

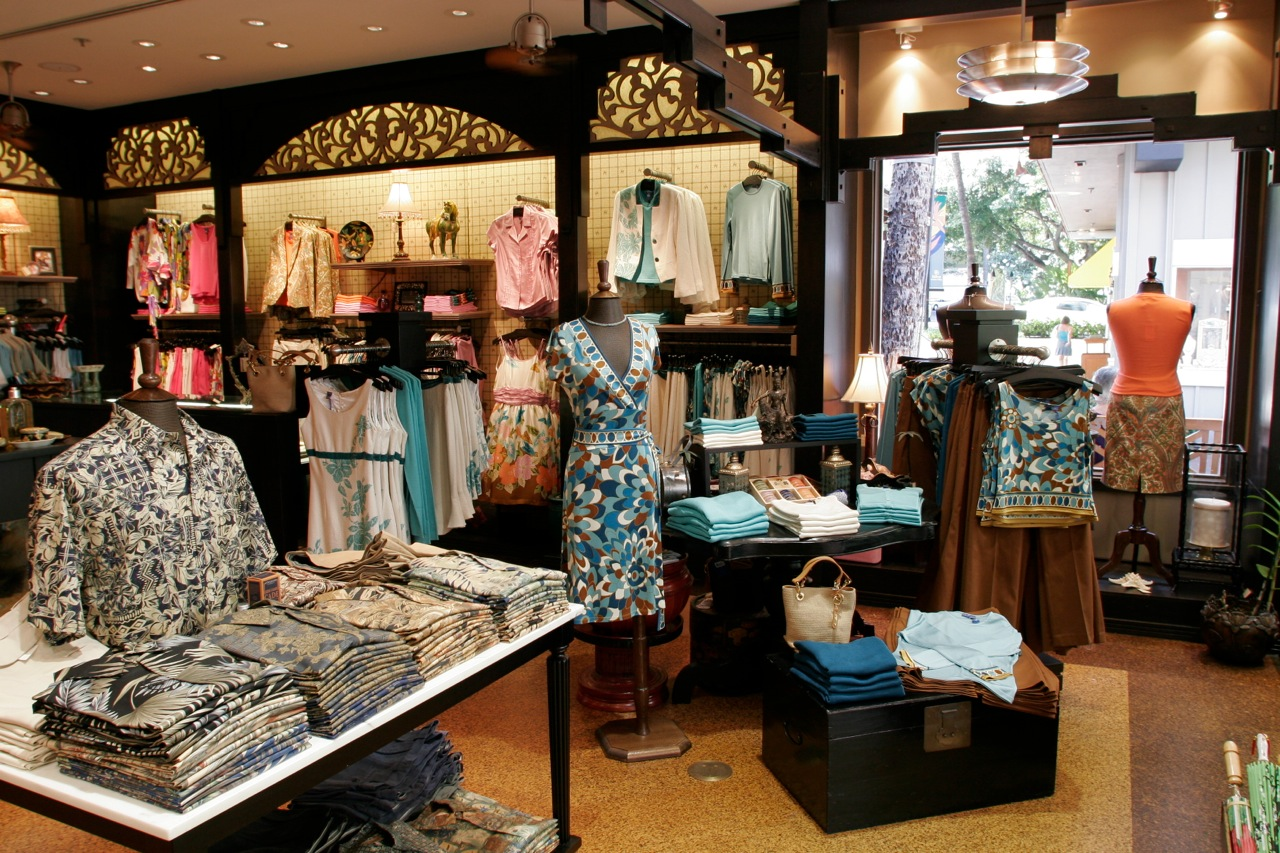
The Tori Richard store en Hilton Hawaiian Village, Waikiki.

## Características
Las camisas de vestir están impresas con motivos tropicales en tonos vivos, en su mayoría son de manga corta y con cuello. Por lo general, tienen botones, a veces para toda la longitud de la camisa de vestir y, a veces, hasta el pecho (tipo suéter). Las camisas de vestir Aloha generalmente tienen un bolsillo izquierdo en el pecho, cosido a menudo con atención para asegurar que el patrón impreso permanezca continuo. Las camisas Aloha pueden ser usadas por hombres o mujeres. Las camisas Aloha para mujer suelen tener un corte más escotado, con cuello en v. El dobladillo inferior es recto, ya que las camisas no están destinadas a ser metidas en la cintura del pantalón. 
Las camisas Aloha que se exportan a la parte continental de los Estados Unidos y otros lugares se llaman camisas hawaianas y, a menudo, tienen colores brillantes con motivos florales o motivos polinesios genéricos. Se usan sobre todo como ropa informal de verano. 

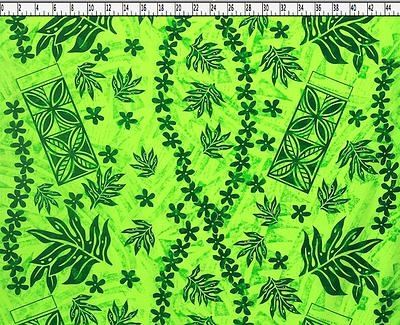
Estampado hawaiano.

Las camisas tradicionales Aloha para hombre, fabricadas para los residentes locales de Hawái, generalmente están adornadas con diseños de colchas tradicionales hawaianas, diseños de tapa y patrones florales simples en colores más apagados. Las camisas Aloha contemporáneas pueden tener estampados que no tienen ningún diseño floral o de colcha hawaiana tradicional, sino que pueden incorporar bebidas, palmeras, tablas de surf u otros elementos tropicales de la isla organizados en el mismo patrón que una camisa tradicional Aloha. 
Las camisas Aloha fabricadas para uso local se consideran vestimenta formal en los negocios y el gobierno y, por lo tanto, se consideran equivalentes a una camisa americana y corbata (generalmente poco práctica en el clima más cálido de Hawái) en todos los entornos, excepto en los más formales.  El Malihini (recién llegado) y los turistas (visitantes) a menudo usan diseños de muchos colores brillantes, mientras que los Kamaʻāina (autóctonos o aquellos que han estado viviendo en las islas por mucho tiempo) parecen preferir patrones menos llamativos.. Estas camisas a menudo se imprimen en el interior, dando como resultado el color apagado en el exterior, y se llaman de "impresión inversa". Aquellos que no estén familiarizados con esta práctica podrían considerar que se trata de un defecto de fabricación porque la camisa parece estar cosida al revés. 
El concepto relacionado de "Aloha Attire" se deriva de la camisa Aloha. Los eventos semi-formales como bodas, fiestas de cumpleaños y cenas a menudo se designan como "Aloha Attire", lo que significa que los hombres usan camisas Aloha y las mujeres usan muumuu u otras impresiones tropicales. Debido a que Hawái tiende a ser más informal, rara vez es apropiado asistir a tales celebraciones con ropa de noche completa como en el continente; en cambio, Aloha Attire es visto como el medio feliz entre la formalidad excesiva y la ropa informal. El "Aloha Friday", una tradición ahora común de celebrar el fin de la semana laboral con un atuendo más informal los viernes, inicialmente surgió de un esfuerzo por promover las camisas Aloha. Aunque no es raro ver a mujeres profesionales participar en el Aloha Friday, es más común ver a los hombres vestirse de esta manera.

## Historia

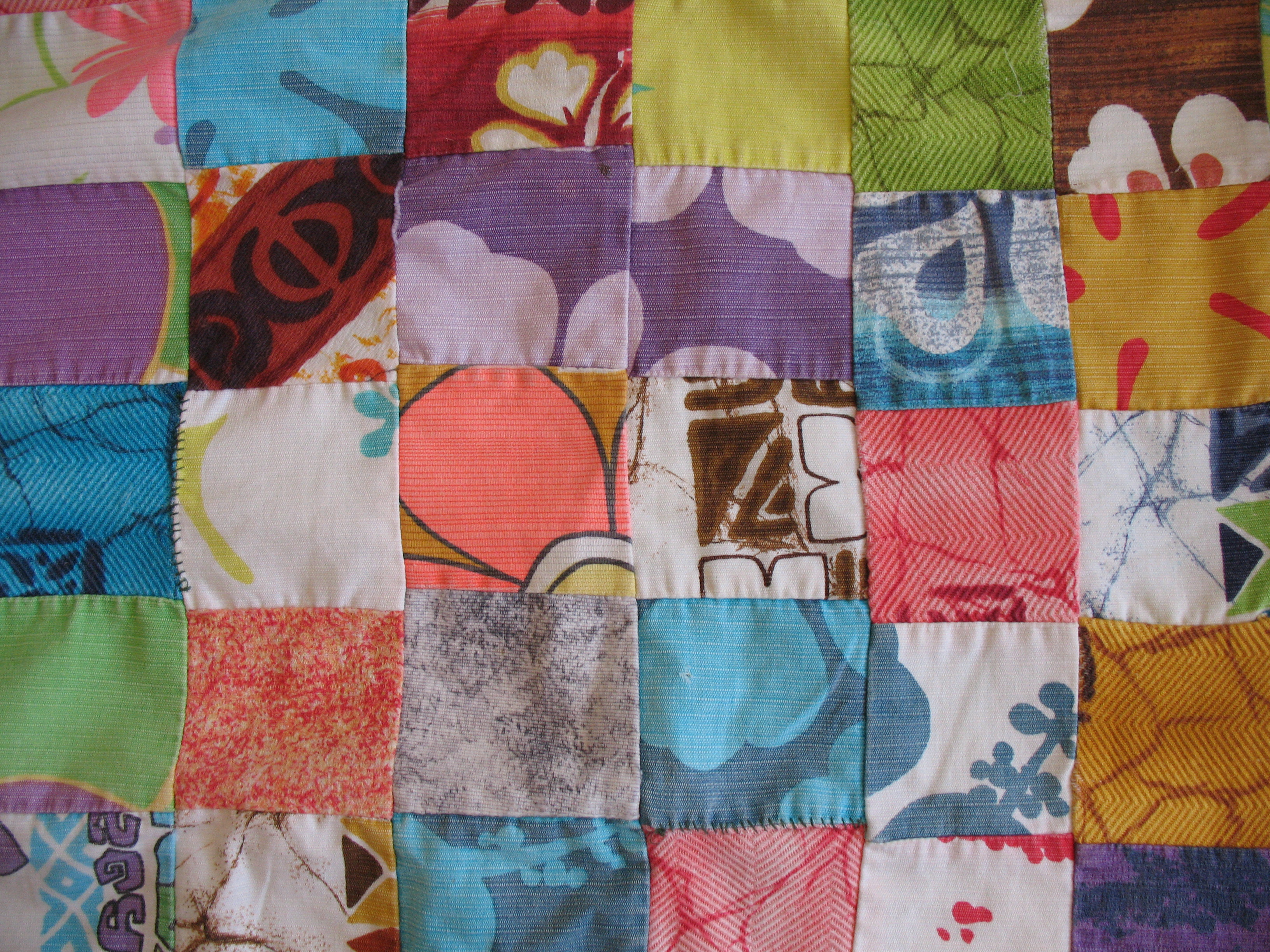
Edredón hecho con tela vintage de camisas aloha, alrededor de 1960

Según un anuncio publicitario del Honolulu Advertiser del 28 de junio de 1935, la camisa Aloha se vendió por primera vez en "Musashi-ya shoten" en Honolulu, y fue precedida de la "Musashi-ya", establecida por el inmigrante japonés Chōtarō Miyamoto (宮本 長 太郎) en 1904. Después de la muerte de Miyamoto, en 1915, la tienda fue rebautizada como "Musashiya shoten" (en japonés: 武 蔵 屋 呉 呉 服 店; Musashi-ya-gofukuten) por su hijo Kōichirō Miyamoto, quien cosió una camisa Aloha usando telas de kimono japonés y fue el primero que la vendió.

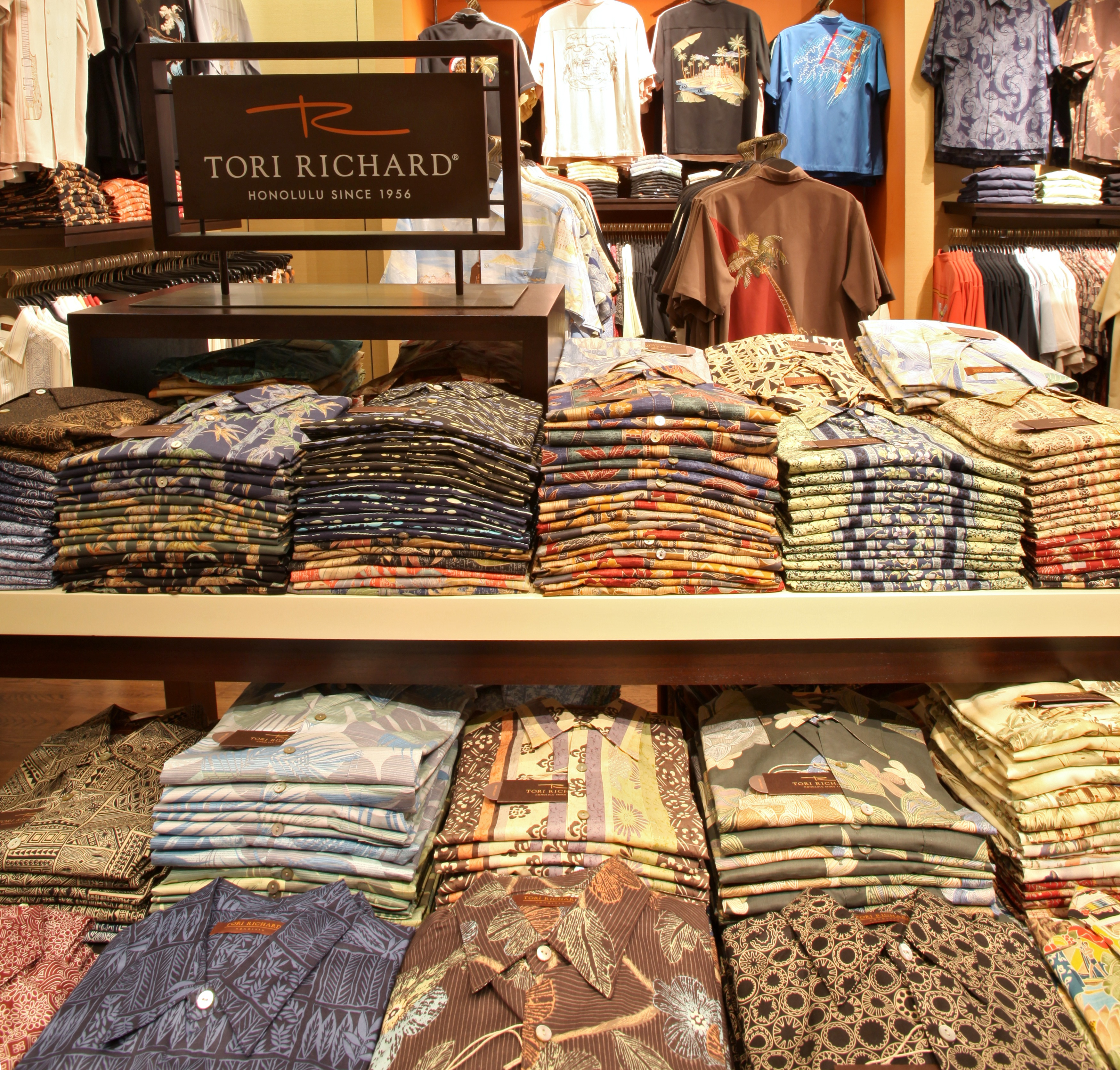
Camisas de Tori Richard en una tienda.

La moderna camisa Aloha fue diseñada a principios de la década de 1930 por el comerciante chino Ellery Chun de King-Smith Clothiers and Dry Goods, una tienda en Waikiki. El primer anuncio publicado en The Honolulu Advertiser para la camisa Aloha de Chun se publicó el 28 de junio de 1935. Los residentes locales, especialmente los surfistas, y los turistas acudieron a la tienda de Chun y compraron cada camisa que tenía. En unos años, las principales marcas de diseñadores surgieron en todo Hawái y comenzaron a fabricar y vender en masa las camisas Aloha. A fines de la década de 1930, 450 personas estaban empleadas en una industria con un valor anual de 600.000 $.  Las cadenas minoristas en Hawái, incluidas las establecidas en el continente, pueden producir en masa un diseño único de camisa aloha para uniformes de empleados. 
Después de la Segunda Guerra Mundial, muchos militares y mujeres de servicio regresaron a los Estados Unidos desde las islas de Asia y el Pacífico con las camisas aloha hechas en Hawái desde la década de 1930. Los turistas comenzaron a viajar más a Hawái en la década de 1950 cuando los aviones comerciales y rápidos permitían un viaje más fácil y el antiguo territorio de los Estados Unidos se convirtió en estado en 1959. Alfred Shaheen, un fabricante de textiles, revolucionó la industria de la confección de posguerra en Hawái al diseñar, imprimir y producir camisas aloha y otros artículos listos para usar. Las camisas con estampado tropical para hombre y los vestidos de verano para mujer se convirtieron en recuerdos estándar y, a veces,  pegadizos para los viajeros, pero Shaheen elevó las prendas al nivel de alta moda con estampados artísticos, materiales de alta calidad y confección de perfecto acabado. Tori Richard es la marca de estas camisas, establecida en Honolulu a finales de 1956. Elvis Presley llevaba una camisa roja Aloha diseñada por Shaheen en la portada del álbum de la banda sonora de Blue Hawaii en 1961.

### Semana de aloha

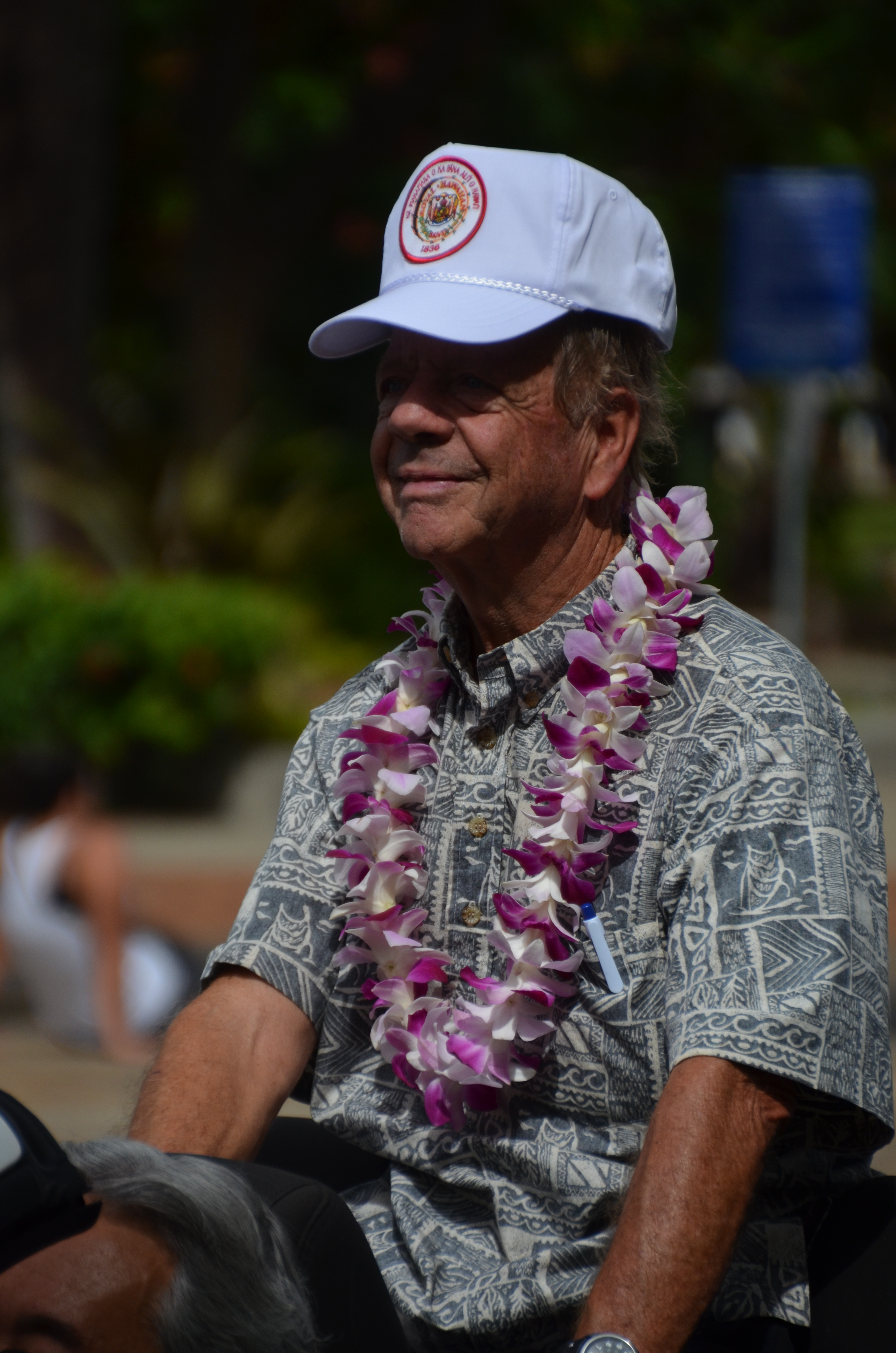
Hombre con una camisa típica Aloha durante el desfile floral 2012 de los Aloha Festivals.

En 1946, la Cámara de Comercio de Honolulu financió un estudio sobre las camisas y diseños aloha como posible ropa cómoda de negocios que usar durante los veranos calurosos de Hawái. La ciudad y el condado de Honolulu aprobaron una resolución que permitió desde entonces a sus empleados a usar camisas de deporte de junio a octubre. A los empleados de la ciudad no se les permitió usar camisas Aloha para negocios hasta la creación del festival de la Semana Aloha en 1947. El festival de la Semana Aloha estuvo motivado por preocupaciones culturales y económicas: el festival, que se celebró por primera vez en el Parque Ala Moana en octubre de ese año, reavivó el interés por la música, el baile, los deportes y las tradiciones hawaianas antiguas. Hubo un baile de holoku, un desfile floral y un festival de makahiki al que asistieron 8.000 personas. Económicamente, el evento de una semana de duración, atrajo visitantes por primera vez en octubre, tradicionalmente un mes bajo para el turismo, lo que benefició a la industria de la moda hawaiana, ya que proporcionó las camisas muʻumuʻu y aloha usadas para la celebración.  La semana de Aloha se expandió en 1974 a seis islas y se extendió a un mes. En 1991, Aloha Week pasó a llamarse Aloha Festivals .
Al final, el Aloha Week tuvo una influencia directa en la demanda resultante de ropa aloha, y fue responsable de apoyar la fabricación local de ropa: los locales necesitaban la ropa para los festivales, y pronto la gente en Hawái comenzó a usar esta ropa en mayor número como prendas de diario. La industria de la moda de Hawái se sintió aliviada, ya que inicialmente estaban preocupados de que la ropa popular de los Estados Unidos continuara reemplazando el atuendo aloha.

### Aloha Friday
En 1962, una asociación de manufactura profesional conocida como Hawaiian Fashion Guild comenzó a promocionar las camisas y la ropa aloha para su uso en el lugar de trabajo, particularmente como vestimenta de negocios. En una campaña llamada "Operación Liberación", el Gremio distribuyó dos camisas aloha a cada miembro de la Cámara de Representantes del  Senado y al Senado de Hawái.  Posteriormente, se aprobó una resolución en el Senado en la que se recomendaba llevar un atuendo aloha durante todo el verano, a partir del primero de mayo. La redacción de la resolución hablaba de permitir que "la población masculina regrese al 'atuendo aloha' durante los meses de verano en aras de la comodidad y en apoyo de la industria de la confección del estado número 50".
En 1965, Bill Foster, Sr., presidente de la Hawái Fashion Guild, dirigió a la organización en una campaña para patrocinar el "Aloha Friday", un día en que los empleadores permitirían a los hombres usar camisas aloha el último día hábil de la semana, algunos meses del año. El Aloha Friday comenzó oficialmente en 1966, y los adultos jóvenes de la década de 1960 adoptaron el estilo, reemplazando la ropa formal de negocios favorecida por las generaciones anteriores. Para 1970, la ropa aloha había ganado aceptación general en Hawái como atuendo de negocios para cualquier día de la semana. A diferencia de la vestimenta judicial requerida en la mayoría de las jurisdicciones, a los abogados de Hawái se les puede permitir usar camisas aloha en los tribunales, aunque esto varía entre los tribunales individuales.
La costumbre del Aloha Friday en Hawái se extendió lentamente hacia el este hasta California, continuando en todo el mundo anglosajón hasta la década de 1990, cuando se conoció como el Viernes Casual. Desde finales del siglo XX en Hawái, la ropa aloha se usa como atuendo de negocios para cualquier día de la semana, y el "Aloha Friday" se usa generalmente para referirse al último día de la semana laboral. Ahora considerado el término de Hawái para "Gracias a Dios es viernes" (TGIF), la frase fue utilizada por Kimo Kahoano y Paul Natto en su canción de 1982, "Es Aloha Friday, No hay trabajo 'hasta el lunes", escuchada cada viernes en las emisoras de radio hawaianas en todo el estado.  

## Galería

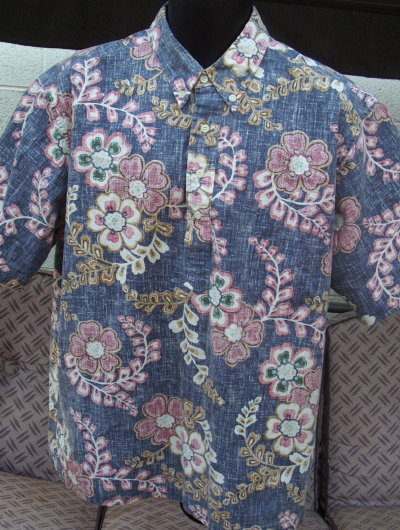
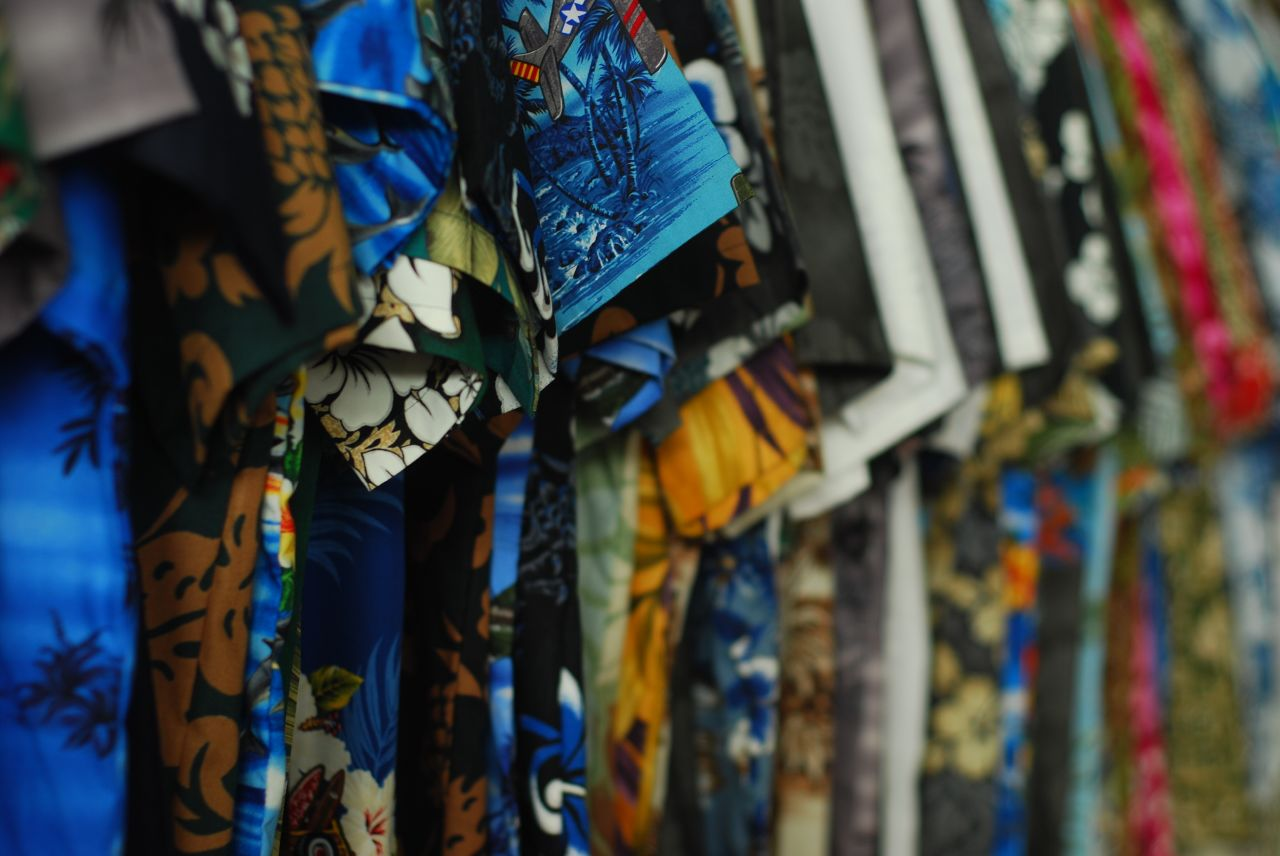
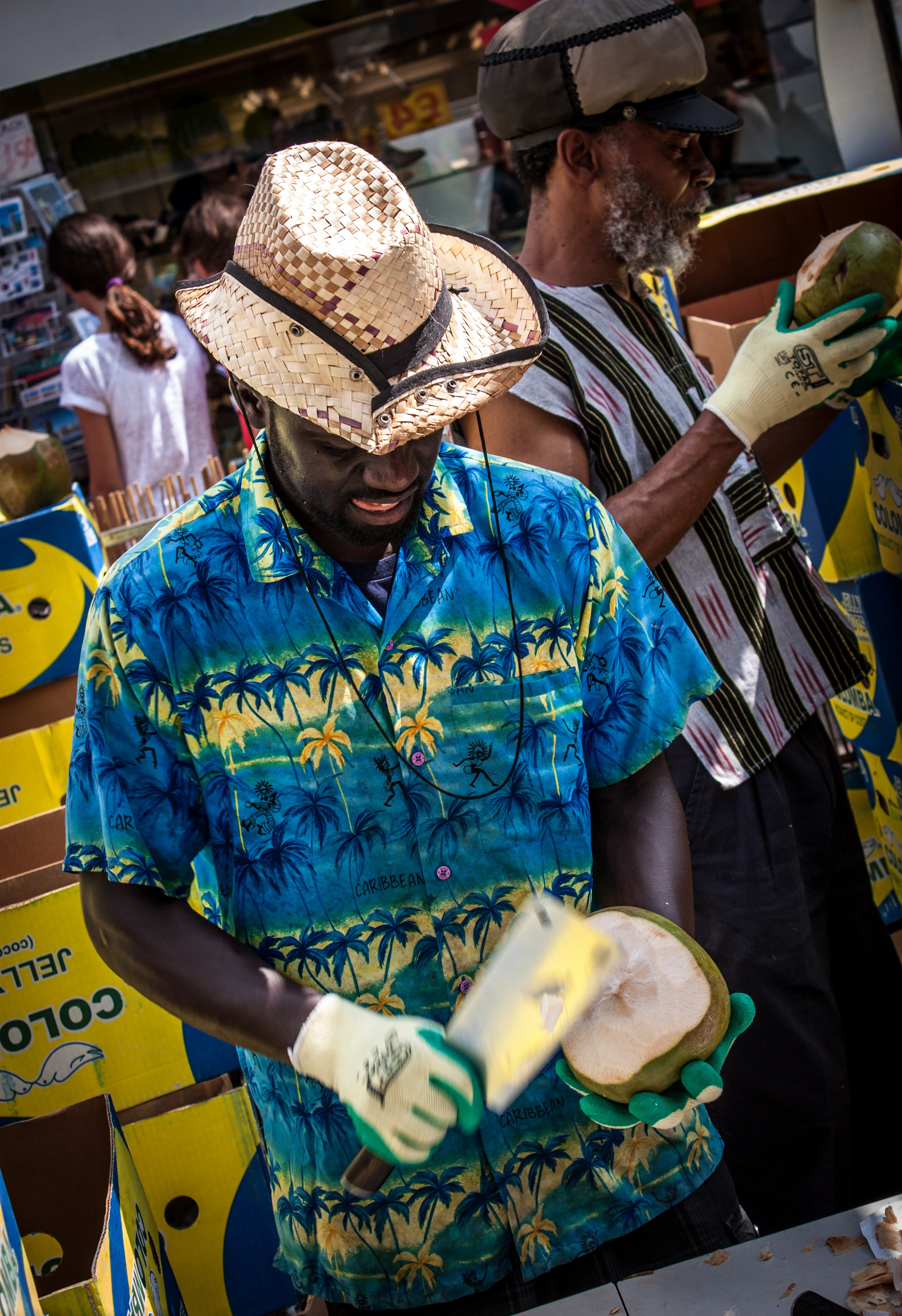
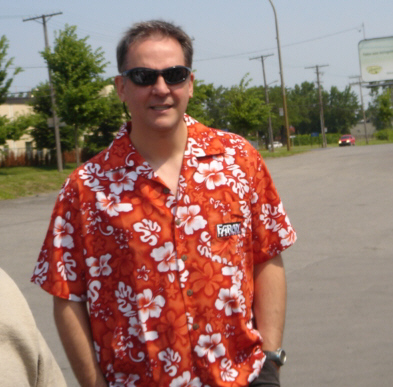
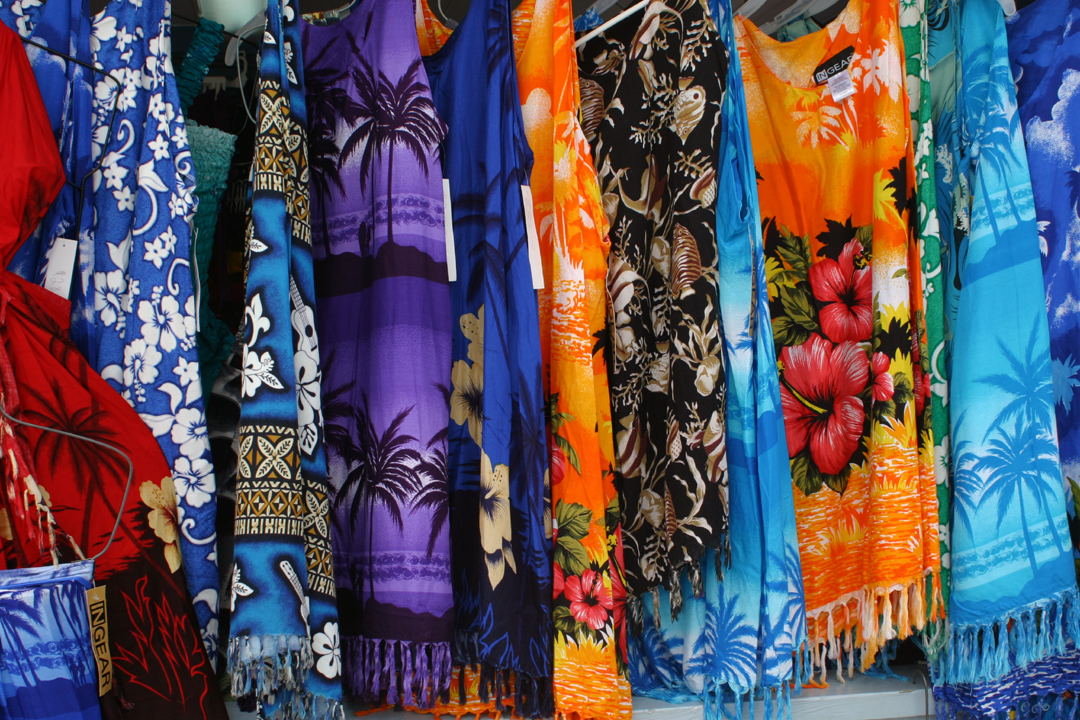

## Otras lecturas
- Noland, Claire (4 de enero de 2009). «Alfred Shaheen, garment industry pioneer, dies at 86». Consultado el 4 de mayo de 2009.
- Padilla, Max (20 de junio de 2010). «Reyn Spooner's new wave of Hawaiian shirts». Consultado el 20 de junio de 2010.